# Relaciones República Dominicana-México
La República Dominicana y los Estados Unidos Mexicanos establecieron relaciones diplomáticas en 1890. Ambas naciones son miembros de la Asociación de Estados del Caribe, Comunidad de Estados Latinoamericanos y del Caribe, Naciones Unidas, Organización de Estados Americanos y la Organización de Estados Iberoamericanos.

## Historia

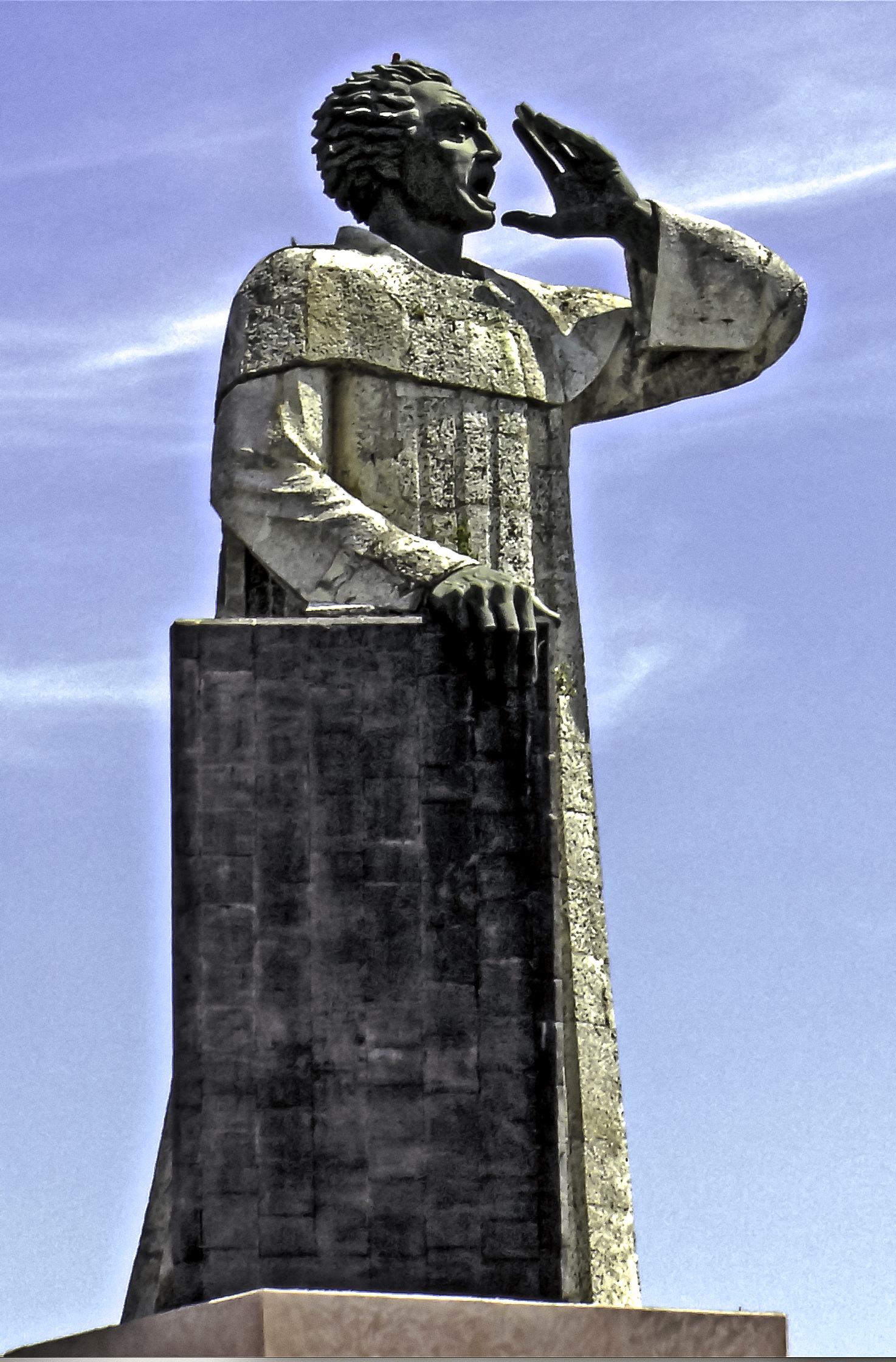
Estatua de fray Antonio de Montesinos donada por el gobierno de México al pueblo de la República Dominicana en 1982.

La República Dominicana y México son dos naciones latinoamericanas que fueron colonizadas por el Imperio Español. Luego de que ambas naciones ganaran la independencia de España, los vínculos consulares se hicieron oficiales el 9 de agosto de 1886 con el nombramiento de Julián de la Rocha como Cónsul General de México en la capital dominicana. El 29 de marzo de 1890, ambos países firmaron un Tratado de Amistad, Comercio y Navegación. A partir de 1895 los asuntos de México se tramitaron a través del consulado en La Habana, Cuba. En 1929, se establecieron relaciones diplomáticas entre México y República Dominicana.
Inicialmente, las relaciones diplomáticas  entre las dos naciones fueron inestables debido a un golpe de Estado, guerras civiles e intervenciones extranjeras en la República Dominicana. Desde 1930-1938 y nuevamente en 1942 hasta su muerte en 1961, la República Dominicana fue gobernada por el dictador Rafael Leónidas Trujillo. Durante este periodo de tiempo, las relaciones entre los países fueron frías. México concedió asilo político a varios políticos dominicanos y figuras destacadas que eran perseguidas y escaparon de su país. Después de la muerte de Trujillo en 1961, las relaciones entre las dos naciones mejoraron.
En abril de 1965, el gobierno de los Estados Unidos durante la presidencia de Lyndon B. Johnson temía que la República Dominicana pudiera convertirse en una 'segunda Cuba' después del asesinato de Trujillo y enviaron a los marines a ocupar el país. México condenó la ocupación Americana y no participó en la fuerza de contingencia de la OEA para supervisar los acontecimientos en el país. Pronto después de la elección del presidente Joaquín Balaguer, los marines estadounidense se retiraron del país en julio de 1966 y las relaciones diplomáticas entre México y la República Dominicana regresaron a la normalidad. En 1982, el presidente José López Portillo se convirtió en el primer jefe de Estado mexicano en hacer una visita oficial a la República Dominicana.
En marzo de 2017, el secretario de Relaciones Exteriores de México, Luis Videgaray Caso, asistió a la Reunión del Consejo de Ministros de Relaciones Exteriores del Sistema de la Integración Centroamericana (SICA), donde dialogó con sus homólogos de Centroamérica y República Dominicana. En este encuentro se acordó mantener un intercambio de información continuo y trabajar conjuntamente para que los flujos migratorios se desarrollen de manera ordenada, segura y con pleno respeto a los derechos humanos, bajo una perspectiva integral y responsabilidades compartidas. En octubre de 2024, el presidente Luis Abinader viajó a México para asistir a la toma de posesión de la presidenta Claudia Sheinbaum.

## Visitas de alto nivel
Visitas presidenciales de la República Dominicana a México
- Presidente Juan Bosch (1963)
- Presidente Antonio Guzmán (1980, 1982)
- Presidente Salvador Jorge Blanco (1982)
- Presidente Joaquín Balaguer (1991)
- Presidente Hipólito Mejía (2000, 2002)
- Presidente Leonel Fernández (1997, 2010, 2011, 2012)
- Presidente Danilo Medina (2014, 2018)
- Presidente Luis Abinader (2024)

Visitas presidenciales de México a la República Dominicana
- Presidente José López Portillo (1982)
- Presidente Ernesto Zedillo (1999)
- Presidente Vicente Fox (2002, 2006)
- Presidente Felipe Calderón (2008)

## Acuerdos bilaterales
Ambas naciones han firmado varios acuerdos bilaterales, como un Tratado de Amistad, Comercio y Navegación (1891); Acuerdo sobre intercambios culturales (1971); Acuerdo de Cooperación Turística (1984); Acuerdo sobre transporte aéreo (1996); Acuerdo de cooperación para combatir el tráfico ilícito, abuso de estupefacientes y sustancias psicotrópicas y delitos conexos (1997); Acuerdo de cooperación técnica y científica y un tratado de asistencia judicial recíproca en materia penal (1997); Acuerdo para la Eliminación de Visas en Pasaportes Diplomáticos (1997); Acuerdo de Cooperación para el Intercambio de Información y Experiencias para Combatir el Crimen Organizado Transnacional, el Narcotráfico y Delitos Conexos (2011); Tratado de Asistencia Judicial Mutua en Materia Penal (2012); Tratado de Extradición (2013); y un Memorando de Entendimiento para el Establecimiento de un Mecanismo de Consulta sobre Asuntos de Interés Común (2015).

## Transporte
Hay vuelos directos entre la Ciudad de México y Cancún a Santo Domingo con Aeroméxico y Arajet.

## Relaciones comerciales
En 2023, el comercio bilateral entre ambas naciones ascendió a $1.1 mil millones de dólares. Las principales exportaciones de México a la República Dominicana incluyen: aceites crudos de petróleo; refrigeradores y congeladores; preparaciones para la alimentación infantil acondicionadas para la venta al por menor; cocinas que consumen combustibles gaseosos; y demás aparatos receptores de televisión con pantalla plana, incluso las reconocibles como concebidas para vehículos automóviles. Las principales exportaciones de la República Dominicana a México incluyen: artículos textiles confeccionados; Mercancías para el Programa de Promoción Sectorial de la Industria de Productos Farmoquímicos, Medicamentos y Equipo Médico; aparatos de terapia respiratoria; instrumentos y aparatos de medicina, cirugía, odontología o veterinaria; y aparatos electromédicos, así como los aparatos para pruebas visuales; y disyuntores de corriente eléctrica.
Varias compañías multinacionales mexicanas como América Móvil, Cemex, Jumex y Sigma Alimentos (entre otros) operan en la República Dominicana.

## Misiones diplomáticas
- México tiene una embajada en Santo Domingo.[7]
- República Dominicana tiene una embajada en la Ciudad de México.[8]

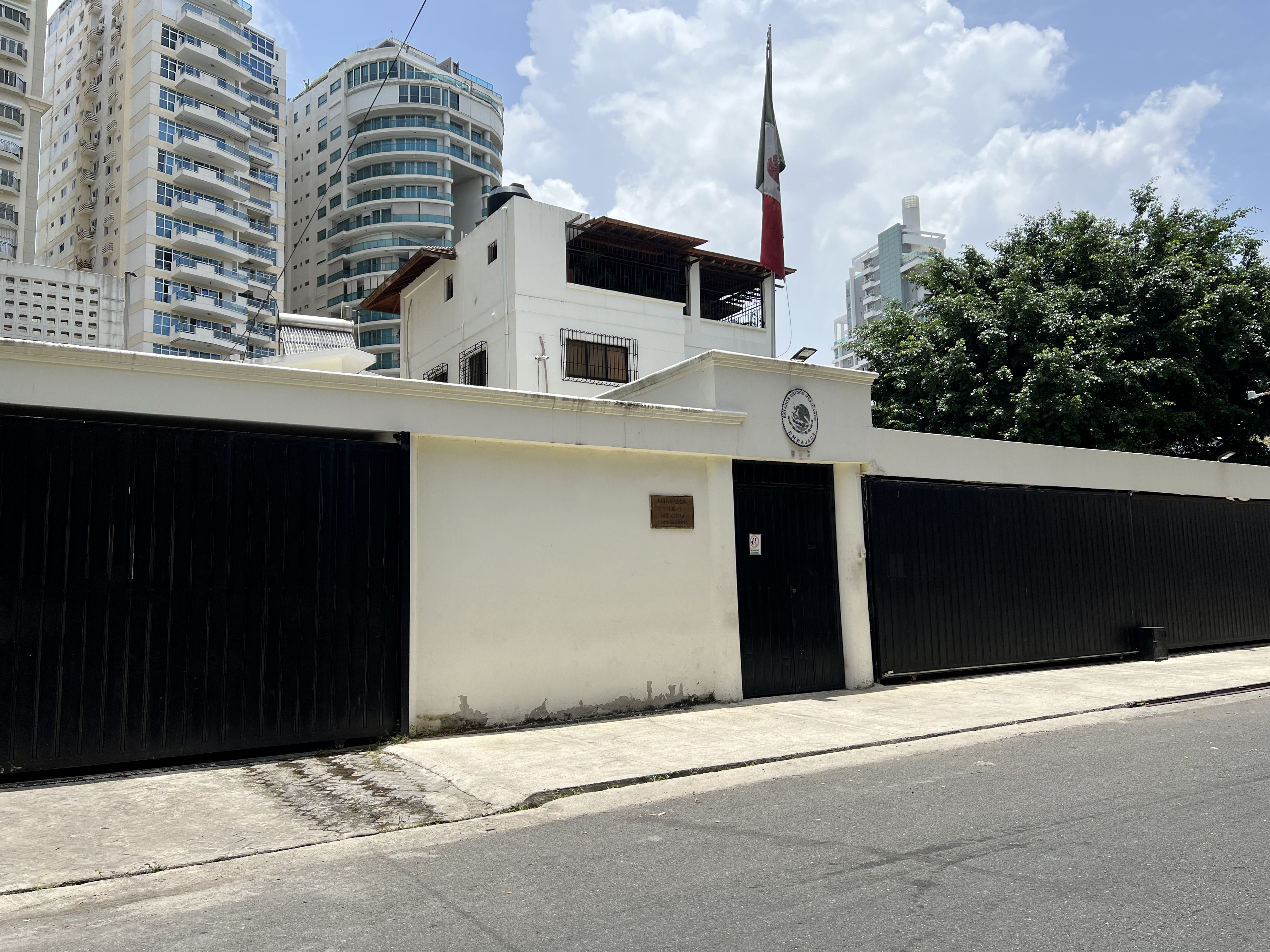
Embajada de México en Santo Domingo
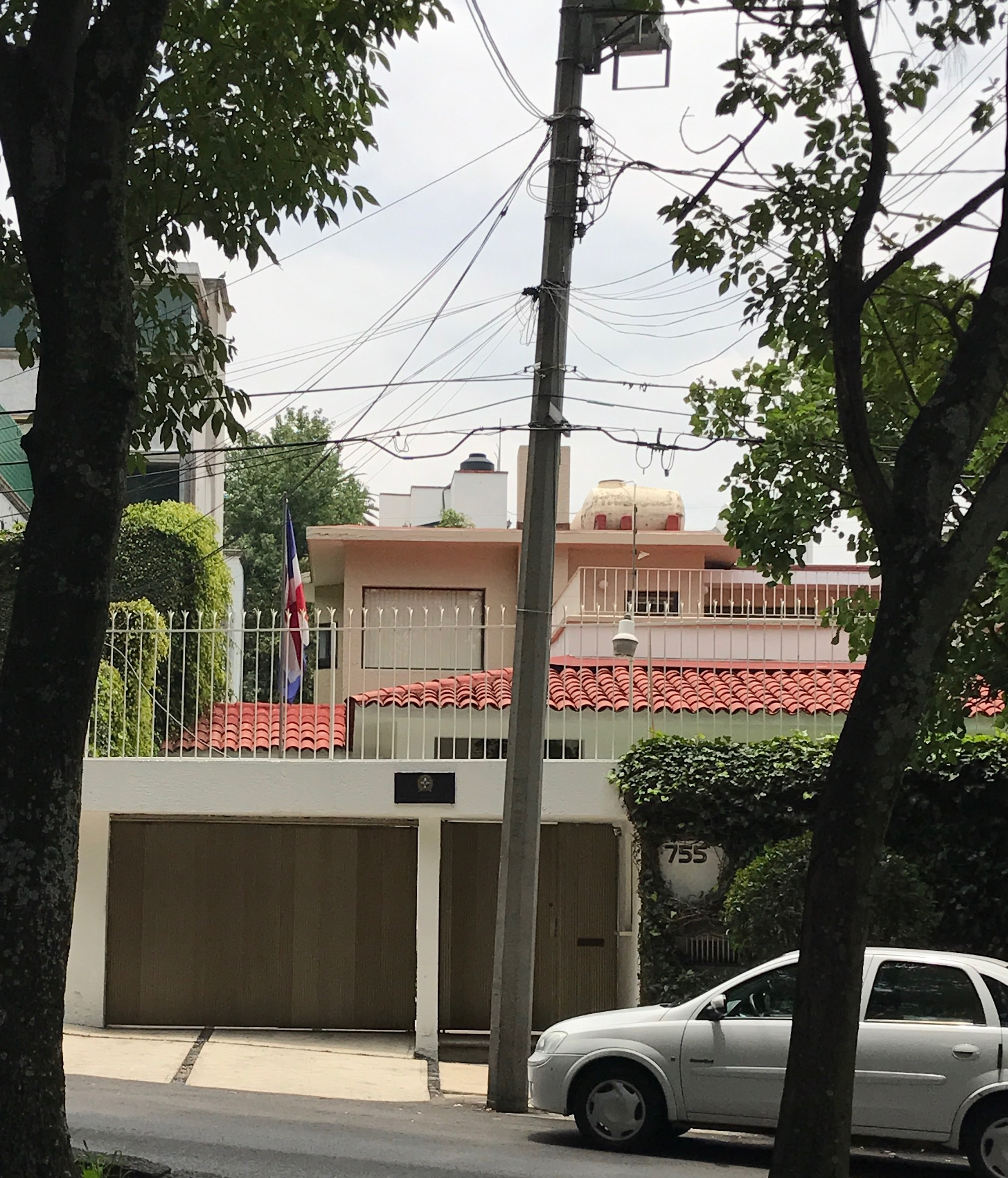
Embajada de la República Dominicana en la Ciudad de México
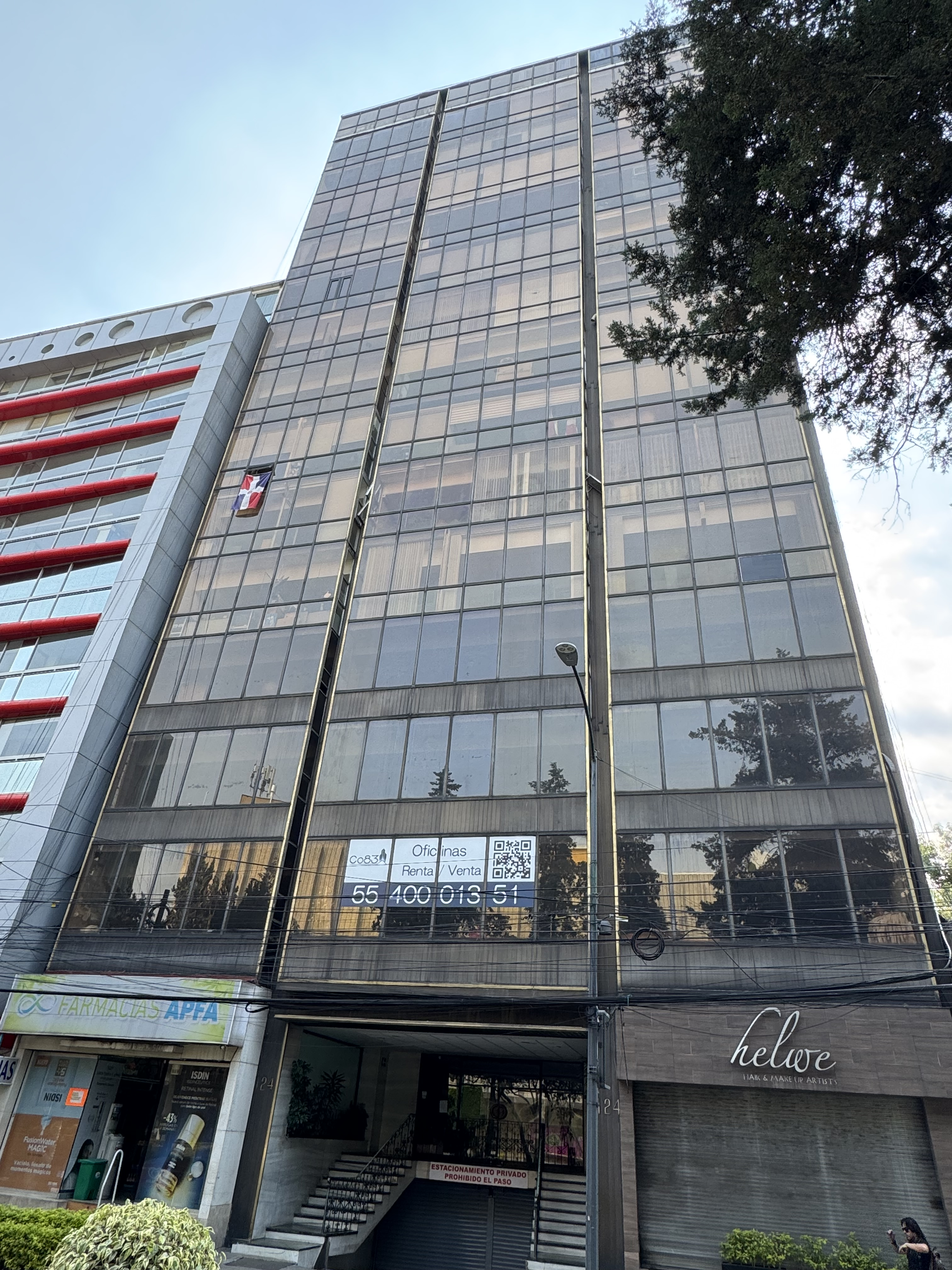
Consulado-General de la República Dominicana en la Ciudad de México